# 1994年バスケットボール女子アジア選手権
1994年バスケットボール女子アジア選手権（The 15th Basketball Asia Championship for Women）は、宮城県仙台市で開催された第15回バスケットボール女子アジア選手権。4月22日から5月1日までの期間で開催された。日本開催は1982年の東京大会以来12年ぶり2度目。
中国が3大会連続5度目の優勝を飾った。中国と韓国・日本・チャイニーズタイペイは1994年世界選手権出場権を獲得した。

## 最終結果

### レヴェルI
| 順位 | 国       |
| ---- | -------- |
| 1    | 中国     |
| 2    | 韓国     |
| 3    | 日本     |
| 4    | 中華台北 |
| 5    | 香港     |

### レヴェルII
| 順位 | 国           |
| ---- | ------------ |
| 1    | カザフスタン |
| 2    | キルギス     |
| 3    | タイ         |
| 4    | マレーシア   |
| 5    | フィリピン   |
| 6    | インドネシア |